# Verano
Verano (Vöran) é uma comuna italiana da região do Trentino-Alto Ádige, província de Bolzano, com cerca de 884 habitantes. Estende-se por uma área de 22 km², tendo uma densidade populacional de 40 hab/km². Faz fronteira com Avelengo, Meltina, Merano, Postal, Sarentino.

## Demografia
| Variação demográfica do município entre 1861 e 2011                               |
|                                                                                   |
| Fonte: Istituto Nazionale di Statistica (ISTAT) - Elaboração gráfica da Wikipedia |